# خوزه ماچین
خوزه ماچین (انگلیسی: José Machín؛ زادهٔ ۱۴ اوت ۱۹۹۶) بازیکن فوتبال اهل گینه استوایی است.
وی همچنین در تیم‌های ملی فوتبال گینه استوایی بازی کرده‌است.